# Windrose Air
Windrose Air é uma companhia aérea da Alemanha que serve para destinos aeroportos na Europa. A empresa tem 12 aeronaves.